# Hrachor bahenní
Hrachor bahenní (Lathyrus palustris) je z volné přírody pomalu mizející druh bobovité, popínavé rostliny, jeden z mnoha druhů rodu hrachor.

## Výskyt

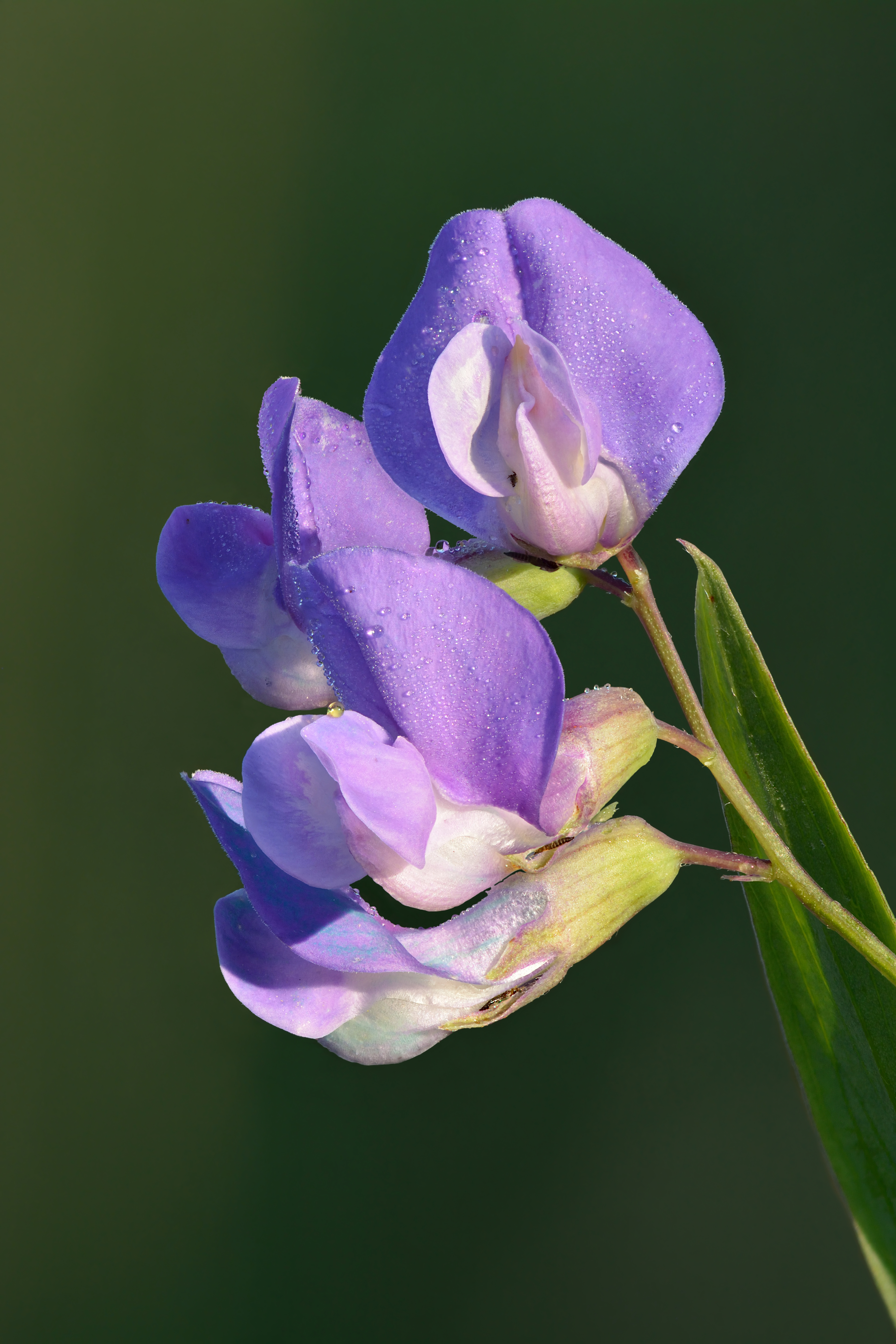
Uspořádání květů

Rostlina s výrazným cirkumpolárním rozšířením vyskytující se v severní a střední Evropě, na severu Asie jakož i v mírném pásmu Severní Ameriky. Na severu euroasijského prostoru sahá jeho výskyt až na Island a po sever Skandinávie a evropské části Ruska, dále přes celou Sibiř až na Dálný východ a zasahuje i sever Japonska. Jižní hranice Evropou prochází severem Pyrenejského poloostrova, severní Itálii, Balkánem a Ukrajinou. Vyskytuje se hlavně na vlhkých a bažinatých loukách kde mnohdy vyrůstá současně s ostřicemi a rákosy a také v křovinách lemující břehy vodních toků a nádrží. Potřebuje periodicky zaplavovaná stanoviště s humózní půdou na zásaditém podloží. Snáší i místa mírně zasolená. Nejčastěji se jeho stanoviště nacházejí na slunných až polostinných místech v planárním, řidčeji v kolinním stupni.
V ČR se vyskytuje v termofytiku a to jen vzácně, část jeho tradičních lokalit již zanikla. Početnější výskyt je pouze podél větších toků ve středním Polabí a na Moravě v Hornomoravském a Dolnomoravském úvalu až po soutok Moravy s Dyjí. Velký úbytek lokalit byl zaznamenán i v okolních státech včetně Slovenska. Obvykle roste na kontinentálních zaplavovaných loukách kde je uváděn jako diagnostický druh v rostlinných společenstvech svazu Cnidion venosi, někdy se vyskytuje i ve vegetaci vysokých ostřic společenstev svazu Magnocaricion elatae.

## Popis
Vytrvalá rostlina s ochablou, popínavou až poléhavou lodyhou o délce 30 až 70 cm, ojediněle až 150 cm. Lodyha jednoduchá nebo rozvětvená rostoucí z plazivého členitého oddenku je hranatá, s výraznými dvěma křídla 1 až 4 mm širokými. Hustě vyrůstající řapíkaté listy s vřetenem zakončeným listovým úponkem mají 2 až 4 páry lístků s čepelemi čárkovitě kopinatými nebo podlouhlými. Krátce řapíčkaté lístky s 3 až 6 souběžnými žilkami jsou dlouhé 30 až 70 mm a široké 5 až 10 mm, na bázi bývají prudce zúžené a na vrcholu většinou špičaté, lysé nebo roztroušeně chlupaté, na horní straně světle zelené a na spodní nasivělé. Palisty mívají tvar čárkovitě kopinatý a bývají až 15 mm dlouhé a 5 mm široké.
Obvykle 3 až 6 purpurově fialových květů na stopkách 3 až 4 mm dlouhých, šikmo odstávajících, vytváří nesouměrné květenství úžlabní hrozen se stopkou dlouhou 3 až 12 cm. Zvonovitý kalich, často modravý, má nestejně dlouhé lístky 7 až 9 mm. Koruna 15 až 20 mm dlouhá má barvu purpurově fialovou a po odkvětu modrou. Pavéza je široce obvejčitá, křídla mají dlouhý nehet a ouška a kratší člunek bývá bělavý. Tento hemikryptofyt kvete v červnu a červenci, květy jsou opylovány entomogamicky. Ploidie 2n = 42.
Plody jsou podlouhlé čárkovité lusky 40 až 50 × 7 až 9 mm velké nahnědlé barvy, holé nebo pomoučené. Obsahují průměrně po 8 až 12 semenech která jsou kulatá, sférická až vejčitá, na obou koncích stlačená a mající v průměru cca 3,5 až 4 mm. Jsou hladké, matné a jejich barva je písková až hnědá s tmavšími skvrnami.

## Ohrožení
Z přírody České republiky trvale mizí mnohé lokality s jeho výskytem a proto je hrachor bahenní vyhláškou Ministerstva životního prostředí ČR č. 395/1992 Sb. ve znění vyhl. č. 175/2006 Sb. i Červeným seznamem cévnatých rostlin České republiky 3. vydání vyhodnocen jako druh kriticky ohrožený (§1,C1). Na Slovensku je ((slovensky) hrachor močiarny) považován za druh ohrožený.